# Démarque
Pour le général grec, voir Démarque (satrape).
Cet article possède un paronyme, voir DMARC.
 (mai 2008).
Si vous disposez d'ouvrages ou d'articles de référence ou si vous connaissez des sites web de qualité traitant du thème abordé ici, merci de compléter l'article en donnant les références utiles à sa vérifiabilité et en les liant à la section « Notes et références ».
La démarque correspond à l’ensemble des pertes de produits enregistrées par l’entreprise, que ces pertes soient enregistrées régulièrement (démarque connue) ou subies et mises en évidence lors de l’inventaire (démarque inconnue).
La démarque est une charge pour l’entreprise, généralement exprimée en pourcentage du chiffre d’affaires.

## Causes et typologie de la démarque

### La démarque connue
Au sein de la démarque connue, on retrouve :
- La casse déclarée et les produits détruits.
- Les produits périmés et mis au rebut.
- Le vol reconnu.
- La réduction de prix pratiquée en dessous du prix de revient taxé (TVA et éventuellement autre) pour favoriser l’écoulement d’un produit (fin de série, solde, date de péremption proche).
- La démarque financière : erreur de caisse, chèques volés, impayés.

### La démarque inconnue
La démarque inconnue est définie comme : 
« La différence entre le stock réel existant à la clôture de l'exercice et le stock théorique comptable » Demory et Chevalier-Beaumel (1986)
Au sein de la démarque inconnue, on retrouve :   
- Vol clients ou employés (Vol à l'étalage, coulage…)
- Réceptions mal vérifiées
- Erreurs dans la préparation des commandes
- Erreurs de tarage des balances alimentaires
- Confusion dans les références
- Cannibalisme entre les animaux (en animalerie)

## Calcul de la démarque totale
Démarque totale = Stock théorique – Stock réel
Démarque totale = CA théorique – CA réalisée

## La démarque dans le commerce de détail

### Statistiques concernant la démarque inconnue dans le commerce de détail
Les origines de la démarque inconnue (DI) sont diverses mais le vol est prépondérant,.

### Moyens pour lutter contre la démarque
Les moyens pour lutter contre la démarque connue comprennent la rotation scrupuleuse des produits et le limitation du stock de réserve.
Les moyens pour lutter contre la démarque inconnue dans le commerce de détail peuvent comporter la mise en place d’antivol, l'emploi de vidéosurveillance, le recours à un service de sécurité, l'informatisation des points de vente, l'étiquetage à la source, la formation et la responsabilisation des personnels.